# Bactrocera melanoscutata
Bactrocera melanoscutata
 es una especie de insecto díptero que Drew describió científicamente por primera vez en 1989. Pertenece al género Bactrocera de la familia Tephritidae. 